# 7235 Hitsuzan
7235 Hitsuzan este un asteroid din centura principală de asteroizi.

## Descriere
7235 Hitsuzan este un asteroid din centura principală de asteroizi. A fost descoperit pe 30 octombrie 1986 la Geisei de Tsutomu Seki. El prezintă o orbită caracterizată de o semiaxă mare de 2,24 ua, o excentricitate de 0,17 și o înclinație de 5,0° în raport cu ecliptica.